# Català-urgellenc
L'urgellenc, urgellès o català-urgellenc / català-urgellès és un dialecte català constitutiu inclòs en lo català nord-occidental actualment parlat a la comarca de l'Alt Urgell, nord de la Noguera (Ponts, Artesa), nord-oest del Solsonès (Sant Llorenç de Morunys, Cambrils, Odèn, Olius) —que no s'ha de confondre amb solsoní— i també al Principat d'Andorra.
Històricament se parlava en tots los territoris que pertanyien històricament al Comtat d'Urgell (d'Andorra fins a Fraga incloent Lleida), però degut a la desaparició del comtat, los territoris històrics d'aquest van perdre los trets i mots propis i formant així lo català nord-occidental.
Antigament era confós amb el pallarès perquè era molt semblant. Ara, però, sovint es categoritza erròniament com a nord-occidental estàndard.
Actualment molt gent pensa que s'inclou com a xipella però cal recordar que: Català -> Bloc Occidental -> Nord-Occidental -> Urgellenc.
En origen al Principat de Catalunya, la divisió en comtats era també una divisió lingüística, esdevenint cada comtat un dialecte. Comtat de Ribagorça (Ribagorçà), Comtat de Pallars -Sobirà i Jussà- (Pallarès), Comtat d'Urgell (Urgellenc), Comtat de Cerdanya (Parlar Cerdà), Comtat de Roselló (Rosellonès), Comtat d'Empúries i Girona (Gironí), Comtat d'Osona (Català Central) i el Comtat de Barcelona (Barceloní). La resta de dialectes s'han creat a partir d'aquests (veure les diferencies entre: dialecte constiutiu i dialecte consecitiu).Tot aquest paràgraf sembla una elucubració personal de l'autor que no es pot contrastar en cap font científica.

## Primers textos
Cap a 1200, a l'entorn de la col·legiata de Santa Maria d'Organyà, se redactà un text homilètic, més o menys habitual en la Catalunya del moment, amb la particularitat que fou escrit en català. Aquestes Homilies d'Organyà són, actualment, lo text literari en català més antic que se coneix.
Els primers documents feudals escrits íntegrament en català es troben en el segle xi. Entre els textos més antics que es conserven totalment en català, hi ha el Jurament de Radulf Oriol, escrit entre 1028 i 1047 i els Greuges de Caboet, escrit entre 1080 i 1095. Del 1098, data el Jurament de Pau i Treva del comte Pere Ramon de Pallars Jussà al bisbe d'Urgell.
El segle xii trobem altres documents feudals com els Greuges dels homes de Sant Pere de Graudescales i els Greuges dels Homes d'Hostafrancs de Sió, que com els Greuges de Caboet, procedeixen de l'àrea antiga del bisbat d'Urgell. Al mateix segle, sorgeixen les primeres traduccions o adaptacions d'origen jurídic, com el Liber iudiciorum (Llibre Jutge o Llibre dels judicis), la més antiga es conserva a l'Arxiu Capitular d'Urgell, a la Seu d'Urgell, i data de la primera meitat del segle xii, paleogràficament i lingüísticament.; una altra que data paleogràficament de finals del segle xii, conservat a la Biblioteca de l'Abadia de Montserrat, i es creu que és una còpia d'una traducció de mitjans del segle xii.
A finals del segle xii o principis del segle xiii, sorgeixen les Homilies d'Organyà (comentari en català d'uns passatges de l'Evangeli, escrits en llatí), considerat el primer text literari escrit originàriament en català, ja que els anteriors citats no són considerats literaris, i és una col·lecció de sermons conservada en aquesta població. Tant el Forum com les Homilies s'havien considerat tradicionalment els primers textos en català.
LES HOMILIES: Les Homilies d'Organyà han estat considerades lo text literari més antic en llengua catalana des que lo seu descobridor, l'historiador Joaquim Miret i Sans, així ho va publicar l'any 1905. De fet són una de les mostres escrites més antigues del català i una fita cabdal de la història de la nostra llengua. L'original se conserva a la Biblioteca de Catalunya i a Organyà, a la sala anomenada justament de les Homilies, se’n pot veure una rèplica.
Els Greuges de Guitard Isarn: A Cabó és troben Los Greuges de Guitard Isarn, senyor de Caboet que són un dels documents més antics conservats on comença a aparèixer la llengua catalana (1080-1095) i, de manera més precisa, s'ha considerat que és lo text extens més antic escrit en català, com ja va apuntar l'historiador Joaquim Miret i Sans quan l'any 1908 lo va publicar per primera vegada. Los Greuges són un document de caràcter jurídic; concretament, un memorial de les transgressions (los greuges o rancures, en català medieval) dels drets feudals, en aquest cas del senyor de Caboet, Guitard Isarn, en què reclama la reparació de les ofenses i dels danys que li han infligit los seus vassalls. L'original se conserva a la Biblioteca de Catalunya i a l'interior de l'església romànica de Sant Serni on se’n pot vere un facsímil.

## Estat actual de la llengua a l'Alt Urgell[1]
L'Alt Urgell és una comarca especialment atractiva pels estudis dialectals. I això, per diverses raons. D'una banda, les seves valls i muntanyes han custodiat una bona part dels documents més antics escrits en llengua catalana. Les Homilies d'Organyà, en són el testimoni més emblemàtic, tot i que no l'únic ni el cronològicament més endarrerit, com expliquen Josep Moran i Joan Anton Rabella en el seu llibre Primers textos de la llengua catalana (Barcelona: Proa, 2001). Gràcies a la documentació conservada, podem resseguir les característiques del català parlat en aquest territori des dels orígens remots de la llengua fins a l'actualitat.
D'altra banda, l'Alt Urgell se situa en una zona que avui és de transició dialectal entre el català nord-occidental -en el qual s'inscriu- i el català central -cap al qual tendeix a aproximar-se. Les zones frontereres en termes dialectals sempre ofereixen un terreny d'estudi magnífic, perquè és possible de percebre-hi l'aiguabarreig -i, alhora, la pugna- entre els trets lingüístics propis d'un costat i altre. Aquesta circumstància, en el cas de l'Alt Urgell, resulta especialment interessant, perquè els subdialectes de les àrees entre les quals està enclavada aquesta comarca, el pallarès i el septentrional de transició, presenten una valoració social prou diferent.
Totes les llengües estan sotmeses a prejudicis lingüístics que manquen de fonament científic però que tenen carta de naturalesa en la ment d'un bon nombre de parlants: es creu que hi ha llengües difícils, que hi ha llengües dolces, que hi ha llengües més aptes per a parlar de filosofia... Jesús Tuson, a Una imatge no val més que mil paraules (Barcelona: Empúries, 2001), desemmascara tot un ventall de creences lingüístiques com aquestes. Doncs bé, el català i els dialectes que l'integren no han quedat al marge de les valoracions populars. A molts lectors els resultarà familiar el tòpic que "a Girona es parla el millor català", de la mateixa manera que no els sorprendrà que les varietats lingüístiques del Pallars i de la Ribagorça sovint encara rebin la consideració de rudes o poc elegants. Aquest fet no és aliè al retrocés que han anat patint les formes lingüístiques que avui anomenem pallareses, les quals en el passat abraçaven un espai força més ampli que el Pallars -de fet, avui encara és possible recollir-les de boca d'alguns informadors de l'Alt Urgell i d'Andorra.

### Estandardització del català
També cal tenir en compte les transformacions que ha patit la nostra societat durant els darrers anys. L'adveniment de la democràcia i la recuperació de l'oficialitat per a la llengua catalana han suposat la seva progressiva introducció en àmbits d'ús que li havien estat vetats, alguns dels quals tenen una gran repercussió social: només hem de pensar en l'escolarització i en els mitjans de comunicació de massa, sigui la premsa escrita, sigui la ràdio i la televisió. El model de llengua difós per aquestes vies, l'anomenada llengua estàndard, aconsegueix així unes magnífiques caixes de ressonància, que el fan arribar a tots els racons del territori i que, per aquesta mateixa raó, el fan entrar en competència amb les diverses varietats dialectals que conformen el mosaic del nostre domini lingüístic.
I quines característiques té la llengua estàndard difosa a través de TV3 o de Catalunya Ràdio i ensenyada a les escoles i als instituts? Aquesta varietat reposa principalment en el català central, del qual ha pres quasi la totalitat dels trets morfològics, tant nominals com verbals. D'aquesta manera, els parlants nord-occidentals -especialment els més joves, escolaritzats en català- disposen, cada vegada més, d'alternatives en l'ús de la llengua i es veuen empesos a triar entre l'adopció com a propis d'uns trets estàndard o el manteniment militant de les característiques tradicionals del seu parlar. El prestigi de què gaudeixen les formes estàndard en la societat juga a favor de la seva adopció, però no hem d'oblidar que les variants tradicionals compten amb una càrrega d'afectivitat i de solidaritat respecte al grup d'origen que les pot fer resistents a la desaparició.

### Evolució de la llengua
Tenint en compte la situació que acabem de descriure, diversos informadors de l'Alt Urgell parlen sobre l'estat actual de la llengua en aquesta comarca. L'Alt Urgell té un entorn geogràfic i una situació socioeconòmica característics de l'alta muntanya, però que aquests darrers anys ha sofert uns canvis notables, entre els quals destaca la influència creixent del sector turístic i la millora de les comunicacions i dels accessos, sobretot amb la creació del Túnel del Cadí, que facilita l'obertura cap a les terres més orientals. Aquests canvis, però, no han tingut la mateixa incidència a tot el territori comarcal. Per això ens ha semblat convenient comparar dues poblacions amb una situació prou diversa, la Seu d'Urgell -capital comarcal- i Coll de Nargó, per veure quines diferències s'hi donen en l'àmbit de la llengua.
Antigament, la Seu havia estat una ciutat petita que vivia de l'agricultura i del comerç i la indústria agroalimentaris. El seu pol d'atracció natural eren les terres de Ponent. Actualment, en canvi, ha esdevingut un centre comercial i turístic, amb un sector important dedicat als serveis, que s'orienta cap a l'est i cap a la capital del Principat de Catalunya. Ben diferent és el cas de Coll de Nargó, nucli en què el turisme té una presència menor i on l'activitat econòmica predominant continua sent l'agricultura. En un segle ha perdut la meitat dels seus habitants (el 1994 en quedaven quatre-cents trenta-nou) i això ha comportat la supressió d'alguns serveis i la dependència cada vegada més gran de la capital de comarca. N'és una conseqüència el desplaçament de gairebé tota la població jove cap a la Seu per a fer-hi o per a completar-hi els estudis (Institut Joan Brudieu, que abasta tota la comarca).
Si descrivim i compararem, els parlars de les dues poblacions esmentades, trobem un conjunt significatiu de trets morfològics, tenint en compte tres grups generacionals. Els informadors de la franja d'edat més jove tenien, en el moment de recollir les dades, entre 15 i 18 anys. Es tractava d'estudiants d'institut que havien cursat tota l'escolaritat en català. Els informadors de la franja del mig tenien entre 32 i 39 anys. Havien estat escolaritzats en castellà, però la seva incorporació al món dels adults s'havia realitzat després de l'adveniment de la democràcia, en una societat en què el català -la llengua que els era pròpia però que mai no havien estudiat- gaudia cada cop de més prestigi i de més presència, tant en el món laboral com en el món escolar en què es movien els seus fills. Finalment, els informadors més grans rondaven la jubilació o feia poc que estaven jubilats: tenien entre 63 i 70 anys, una gran part dels quals transcorreguts sota la dictadura franquista.

### Comparació de la llengua entre La Seu i Coll de Nargó
Hem treballat amb dotze informadors, dos per franja d'edat i població, els quals han respost un qüestionari que permet analitzar les principals isoglosses morfològiques que separen el català nord-occidental del central, com l'ús de formes clítiques plenes (lo, los; me, te, se, ne, nos) enfront de formes clítiques reforçades (el, els; em, et, es, en, ens) o l'ús de desinències verbals més properes a les etimològiques (com els subjuntius del tipus que tu cantes i que tu cantesses) enfront de terminacions més modernes (cantis, cantessis). El qüestionari s'ha complementat amb l'enregistrament d'una conversa guiada que persegueix que l'informador reflexioni sobre la seva parla. Gràcies a això,s'han recollit algunes dades rellevants sobre actituds lingüístiques, que ens han ajudat en l'anàlisi del corpus. Valguin, a tall d'exemple, aquestes citacions d'una jove i d'un adult de Coll de Nargó, que trasllueixen dues actituds ben diferents -les quals concorden amb el tipus de variants lingüístiques que aquests informadors han utilitzat en respondre l'enquesta.
Una de les joves de Coll de Nargó, la que ha presentat un nombre més elevat de formes estàndard, diu:
«A la Seu d'Urgell fins i tot hi ha, tinc professores que parlen així, vull dir... de poble, poble, però és que jo mai, no ho sé, no, no m'he acostumat ara a això. […] I els d'Oliana parlen però molt... buf! Totes les paraules molt obertes, molt molt p- [s'atura i riu; finalment es decideix a dir-ho] no ho sé, molt pagès jo ho trobo, molt... no ho sé, molt, molt accentuat tot.»
En canvi, un dels adults, que en la línia de la resta d'informadors grans de Coll de Nargó ha respost amb formes típicament nord-occidentals i pallareses, afirma:
«Per mi lo, lo que fore, lo que s'haguere de parlar aquí dalt, lo que la gent m'agradarie que parlés aquí dalt, fore que diguessen lo, lo perdiva i lo, lo escriviva i... tot amb -iva. Tal com si diu aquí, la gent gran, i com diuen los nostres pares i padrins. I segurament que lo més bonic fore que en ves d'anar tant a estudi, pues que els hi fessen classes los nostres, los padrins, vull dir de català.»
Després d'analitzar com es distribueixen entre els informadors les variants nord-occidentals i les variants centrals i estàndard -sovint coincidents-, i partint de la comparació de les nostres dades amb les contingudes en la bibliografia, hem constatat que hi ha molta més diferència entre la parla actual i la d'inici de segle a la Seu d'Urgell que a Coll de Nargó, de la mateixa manera que les transformacions en els aspectes demogràfic, econòmic i social s'hi han donat a una escala molt diferent.
Pel que fa a la morfologia nominal, tant l'article masculí (el, els) com els pronoms febles (em, et, es, en, ens), que en aquest àmbit concentren les principals isoglosses entre nord-occidental i central, revelen que la Seu d'Urgell se situa, per a totes les edats, del cantó oriental. En l'àmbit verbal, podem dir que les variants tradicionals del nord-occidental eren, gairebé sempre, les úniques que s'empraven a la Seu a principi de segle, i la parla d'aquesta localitat fins i tot compartia trets amb el subdialecte pallarès. Actualment, en canvi, aquestes formes o bé han desaparegut completament a favor de les variants centrals -les úniques que hem pogut recollir en els informadors joves- o bé només es mantenen de manera secundària en la població adulta i vella. Podem il·lustrar aquesta transformació amb la taula següent, en què comparem algunes dades de les nostres enquestes amb el corpus recollit l'any 1906 per mossèn Alcover (Antoni Maria Alcover i Francesc de Borja Moll, La flexió verbal en els dialectes catalans, Barcelona: Biblioteca Balmes, 1929).
| Variables                                      | La Seu (1906)                               | La Seu 1994                                                                                       |
| ---------------------------------------------- | ------------------------------------------- | ------------------------------------------------------------------------------------------------- |
| Imperfet indicatiu de les conjugacions 2a i 3a | tu perdives tu sentives                     | Joves-Adults-Vells tu perdies, tu senties                                                         |
| Present de subjuntiu (persones 2,3 i 6)        | que ell cante o canto que ell perda o perdo | Joves-Adults-Vells que ell cantí o que ell perdi                                                  |
| Condicional (persones 2 a 6)                   | tu cantirís                                 | Joves: només tu cantaries Adults-Vells: sobretot tu cantaries (restes de tu cantarís)             |
| Present de subjuntiu (persona 1a)              | que jo canta                                | Joves: només que jo canti Adults-Vells: sobretot que jo canti (restes de que jo canta)            |
| Imperfet del subjuntiu (persona 1a)            | que jo cantessa                             | Joves: només que jo cantés Adults-Vells: sobretot que jo cantés (restes de que jo cantessa)       |
| Imperfet del subjuntiu (persona 2,4,5,6)       | que tu cantesses                            | Joves: només que tu cantessis Joves-Vells: sobretot que tu cantessis (restes de que tu cantesses) |

A Coll de Nargó, en canvi, malgrat que ha començat la introducció de les formes estàndard, aquesta és notable només entre els joves, mentre que la població gran es manté fidel a les formes més tradicionals del català nord-occidental en general (lo, los; mos; que canta, que cantos; que cantessa, que cantesses) i també a les específiques del pallarès (cantam, cantau; cantàvom, cantàvou, cantéssom, cantéssou; cantarís, cantarí, cantarim, cantariu, cantarín; perdiva, perdives, perdive, perdívom, perdívou, perdiven, sentiva, sentives, sentive, sentívom, sentívou, sentiven).
Per tant, hem constatat que hi ha molta més diferència entre la parla actual i la d'inici de segle a la Seu d'Urgell que a Coll de Nargó, de la mateixa manera que les transformacions en els aspectes demogràfic, econòmic i social s'hi han donat a una escala molt diferent.
Aquest contrast entre les dues poblacions també es manifesta en el nivell d'inseguretat lingüística en la resolució del qüestionari, considerablement més elevat entre els informadors de Coll de Nargó que entre els de la Seu d'Urgell. Així, els primers barregen dins d'un mateix paradigma formes que corresponen a sistemes diferents (que tu sentisses al costat de que ells sentissin), sovint donen respostes alternatives (tu cantaries; o tu cantarís) o rectifiquen les que ja havien donat (que ells perdin; no: que pèrdon). En canvi, els informadors de la Seu són força menys dubitatius a l'hora de respondre i, en el cas dels joves de la capital de comarca, la vacil·lació és pràcticament nul·la. Sembla, doncs, que la Seu d'Urgell presenta una situació lingüística més estable, que podem atribuir al fet que l'orientalització de les característiques morfològiques està força consolidada, mentre que Coll de Nargó es troba en una etapa considerablement més endarrerida d'aquest procés.
Aquesta diferència cronològica en l'avenç de l'orientalització d'ambdues poblacions també es reflecteix en les causes que hi han incidit prioritàriament. Ja hem esmentat que en el retrocés de les formes pròpies del nord-occidental hi intervé la confluència de dos factors: d'una banda, la difusió de l'estàndard des de l'escola, des dels mitjans de comunicació i des de l'acció institucional i, de l'altra, el veïnatge d'un dialecte més prestigiós com és el català central. En la majoria de casos, les formes estàndard i centrals coincideixen i, per tant, la pressió que exerceixen se suma. En alguna ocasió, tanmateix, el model de l'estàndard i el del català central divergeixen. És el cas del pronom personal de primera persona del plural en contextos com el següent: espereu-nze (central) enfront d'espereu-nos (estàndard), ambdues diferenciades de la variant nord-occidental espereu-mos. Aquestes discrepàncies puntuals ens poden orientar sobre quin dels dos factors, la difusió de l'estàndard o el veïnatge del català central, té més pes quan no actuen de manera convergent. Fixem-nos en la distribució de les tres variants entre els informadors:
| Variant nord-occidental                           | Variant central           | Variant estàndard       |
| ------------------------------------------------- | ------------------------- | ----------------------- |
| espereu-mos                                       | espereu-nze               | espereu-nos             |
| Adults i Vells de Coll de Nargó i Vells de la Seu | Adults de la Seu d'Urgell | Joves de la Seu i Nargó |

Observem, en primer lloc, que les variants dialectals espereu-mos (nord-occidental) i espereu-me (central) estan distribuïdes entre els informadors adults i vells. La forma tradicional del nord-occidental es manté amb tota vitalitat a Coll de Nargó, però en canvi no la trobem a la Seu, on sembla que des de ja fa temps s'ha introduït la forma del català central. Aquesta diferència és atribuïble a les circumstàncies que separen totes dues poblacions, que han fet que la Seu tingués un contacte cada cop més sovintejat amb els territoris de parla central. D'altra banda, la forma estàndard espereu-nos no es distribueix en funció de les poblacions, sinó dels grups d'edat, ja que s'ha difós entre els parlants joves de totes dues localitats. Aquest fet indica que es tracta d'un fenomen més recent i que és molt possible que es degui a l'escolarització.
També té a veure amb l'escolarització l'increment notable de la influència de la norma ortogràfica en la pronúncia dels joves. El català occidental té com un dels trets més característics la distinció entre e i a en posició àtona. Quan, durant la normativització de la llengua catalana, es va establir l'ortografia de les vocals que en català oriental es pronuncien neutres, aquest va ser un dels factors que es van tenir en compte. Per raons etimològiques, però, hi ha discrepàncies puntuals entre la pronúncia occidental i la grafia. És el cas del sufix -ista, que en català occidental coneix una variant masculina analògica -iste (pronúncies com un excursioniste). També hi ha divergència en els mots començats ortogràficament amb e àtona, que solen realitzar-se amb a (pronúncies com ascola o anciam). En aquests i altres mots recollits en les nostres enquestes, els joves s'han apartat de la variant nord-occidental i s'han decantat majoritàriament per la solució que concorda amb la norma gràfica. Això indica que pronúncies del tipus excursioniste, ascola o anciam, que es consideren marcades pel fet d'allunyar-se de l'ortografia, reculen davant d'excursionista, escola o enciam. La llengua escrita, doncs, s'anteposa a la parlada, fenomen que fins fa poc era impensable.
Les dades que hem donat fins ara de la Seu d'Urgell i de Coll de Nargó ens permeten formular algunes conclusions sobre el procés d'orientalització del català nord-occidental en aquestes poblacions. A la Seu, entre els informadors de totes les edats, predominen les variants morfològiques comunes al català central i a l'estàndard. Els joves presenten un comportament extrem, ja que responen exclusivament amb aquestes formes, mentre que desconeixen o eviten l'ús de les nord-occidentals. En canvi, en les respostes dels adults i dels vells, tot i que hi abunden les variants de tipus oriental, encara hi apareixen restes de les tradicionals, amb més vitalitat o menys segons l'individu. Coll de Nargó mostra una situació diferent. Els joves incorporen com a predominants, però no exclusives, les formes estàndard, mentre que adults i vells mantenen un parlar que s'inscriu clarament en el català nord-occidental més tradicional, del qual només s'aparten esporàdicament.
Així, doncs, totes dues poblacions tenen en comú l'arribada d'influències lingüístiques de l'estàndard i del central, encara que aquestes entrin amb una intensitat diferent a cada localitat. En el cas de la Seu, podem dir que, pel que fa a la morfologia flexiva, la ciutat ha passat quasi a integrar-se en el català central. A Coll de Nargó, per contra, tot i que hi ha innegables tendències de canvi, aquest sembla força més lent, frenat potser per la resistència a perdre els elements identificadors. Podem distingir, per tant, tres graus en l'adopció de les formes de la varietat estàndard central:
"Sembla, doncs, que la Seu d'Urgell presenta una situació lingüística més estable, que podem atribuir al fet que l'orientalització de les característiques morfològiques està força consolidada, mentre que Coll de Nargó es troba en una etapa considerablement més endarrerida d'aquest procés."
Notem que, malgrat la diferència en el grau d'adopció de les formes flexives de l'estàndard central, els joves de totes dues localitats tenen en comú el fet de ser els segments més innovadors de les poblacions respectives. Cal destacar sobretot que els joves de Coll de Nargó es desmarquen del comportament lingüístic de la resta d'informadors d'aquesta localitat, ja que les seves respostes tenen un grau de coincidència més gran amb les obtingudes a la Seu que no amb les que han proporcionat els adults i els vells del seu mateix poble.
Finalment, val la pena remarcar que la distribució de les variants comunes al català central i a l'estàndard enfront de les tradicionals del nord-occidental indica que la substitució d'aquestes per les primeres es dona justament en els parlants amb més transcendència en el futur de la llengua -els joves- i en els que tenen més poder d'irradiació -els parlants de les poblacions més grans i més ben comunicades. Ens trobem davant d'un procés, doncs, de la consolidació del qual poden seguir-se'n, temps a venir, conseqüències evidents per a la fesomia de la llengua.
| Estàndard                             | Central              | Nord-Occidental                                   |
| Joves de Coll de Nargó i la Seu       | Adults de la Seu     | Adults i Vells de Coll de Nargó i vells de la Seu |
| Pressió educativa, mediàtica i social | Pressió per veïnatge | Manteniment de la base dialectal                  |

## Història de la llengua de l'Alt Urgell[2]

### La llengua vulgar de l'Alt Urgell, El Parlar Romànic

#### La llengua dels documents primitius
La llengua en la seva modalitat escrita, als segles X, XI era, com tothom sap, el llatí. Tanmateix un llatí que reflectia, tant en el vocabulari com en l'estructura gramatical, una altra llengua, la que de fet informava la mentalitat i emplenava la boca d'aquells qui amb prou feines la sabien dissimular, vestint-la amb l'indument formal d'un llatí empobrit i defectuós, el que hom adquiria als escassos i fràgils fogars d'ensenyament que existien. Això no obstant, i sense negar el valor inestimable que aquest llatí té en tant que font de coneixença del romànic que el compromet (perquè s'hi manifesta), la intenció dels qui l'empraven era, justament, d'expressar-se en llatí. Penso, en canvi, en els documents i altres testimonis lingüístics escrits volgudament en parlar romànic, és a dir amb la intenció d'escriure «diferent» del llatí. La voluntat d'escriure en llatí o parlar romànic és un tema suggeridor fora mesura, pràcticament no encetat entre nosaltres, per al qual la sociolingüística moderna disposa d'informacions valuoses i de mètodes aplicables. I bé, la primera afirmació que podem fer davant la llengua vulgar que ens retransmeten els documents antics del nord-oest de Catalunya és que és un parlar romànic. Si es tracta d'un parlar romànic, la base n'ha d'ésser el llatí vulgar. I, en efecte, l'element llatí és el fonamental d'aquest difícil llenguatge dels documents antics. Tenint en compte l'elevat percentatge de mots d'origen llatí que hi enregistrem, tant entre els significats de les paraules, com entre els elements gramaticals.

### Arcaismes del parlar de l'Alt Urgell

#### Polimorfisme sorprenent
El llenguatge arcaic presenta una altra característica, desorientadora i sorprenent. Si tenim ben classificades les estructures de les diverses llengües romàniques, ¿no ha de sorprendre de trobar, en escrits del període arcaic del català, mostres que evidencien un tractament evolutiu diferent, allunyat, i contradictori i tot, respecte al que avui tenim per singularitzar i exclusiu de la llengua? I açò que ara dic del català, es pot aplicar a qualsevol altra llengua romana, relativament als restants. Aquest comportament, desorientador en alt grau, per tal com fa trontollar les nostres idees sobre trets distintius de les llengües, i ensems explica que la llengua d'aquests documents sovint resti més a prop de no importa quina altra llengua romànica que del mateix català d'avui, com ho veiem abans. Es que els documents primitius ens retraten aquell estat lingüístic que els italians han anomenat «il pre-romanzo». Atès que la Ilengua catalana hi és més a prop de la font de la qual prové, i que les altres llengües romàniques es troben en situació idèntica, és natural que hi hagi una època, prou llarga, en la qual tots els tempteigs de modificació de l'antic llatí parlat es produeixen indistintament en un indret o en un altre de les velles llengües romàniques: tota modificació era de tota la Romania, puix que venia del mateix punt de partenla. Els esmentats assaigs d'apartar-se de les solucions llatines apunten cap a resultats varis, per raó que els trets idiomàtics que s'hi insinuen encara són pertot vacil·lants i incongruents, i encara no han cristal·litzat en uns comportaments fixos dins uns territoris delimitats.
Aquesta situació flotant permet d'imaginar que, en un mateix poble, en una mateixa família, àdhuc d'una mateixa persona, fos possible de sentir un mot, tantost amb la vocal final conservada, tantost amb la vocal final desapareguda. I així és, en efecte: en un mateix document, del segle xxi, llegim: («que solie dar a Sen Pere de pa e de vino e de carn la meitad») : («traseren lo vi de la tona e portaren lo-sse'n»). I com que la coincidència de tractaments lingüístics contradictoris (com els de l'exemple donat) és de llarga durada, s'origina el polimorfisme típic de tots els començaments idiomàtics. Polimorfisme consistent, no sols en variants d'una forma fonamental, sinó en resultats discrepants d'un mateix ètim.

### Feblesa relativa de la romanització de l'Alt Urgell

#### Català oriental i Català occidental
Fins ací hem vist que el català, palesament parlar romànic, malgrat presentar, en els documenta primitius, abundoses coincidències amb les altres llengües romàniques en llurs etapes inicials, les quals expliquen un polimorfisme que, si no, seria sorprenent, és, això no obstant, una llengua amb una estructura independent i de personalitat reconeguda. Però encara n'hi ha més. El català, tal com és forjat a la Catalunya Vella, de resultes de les modificacions que va sofrint el llatí que s'hi parlava com a fruit de la romanització, hi apareix sota dues modalitats: oriental i occidental. I d'ací ve la importància del tema de la present exposició, car l'Alt Urgell representa el nucli on es forja i des d'on irradia el català occidental. En dir «irradia», penso en la llengua en tant que institució reconeguda (la qual efectivament anà essent duta a les noves contrades, a mesura que aquestes esdevenien objecte del repoblament), no en tant que mitjà expressiu espontani (el qual havia pres origen arreu de Catalunya, a cada contrada, com a resultat de l'evolució del llatí local, i s'hi mantingué, sota cristians i sota moros). L'al·ludit paper que, en història lingüística, pertoca a l'Alt Urgell, li és reconegut ben d'hora, abans i tot que els romans han posat per escrit, quan ja tenia, però, existència provada, no segons el veredicte de tècnics en lingüística romànica (puix que encara o n'hi havia), sinó d'acord amb el sentir corrent de les persones, que flaira amb justesa les diferències ètniques, culturals i expressives que separen unes terres d'unes altres, per més que no en sabria donar cap explicació raonada. Això és el que ens mostra el repartiment de les terres aplegades per Guifré I el Pilós (en morir l'any 897), segons el qual el Comtat d'Urgell fou assignat a Sunifred, com donant a entendre que jurídicament hom respectiva una realitat ètnico-lingüística, la del català occidental.

#### Terra de romanització feble
Essent el català una llengua romànica, amb el llatí vulgar per base, podria ocórrer que aquest factor, el llatí, obligat punt de parentela comú, així dels parlars orientals com dels occidentals, precisament per raó d'ésser-ne factor comú, en resultés menys caracteritzador i, per tant, menys distintiu. Aleshores, l'element veritablement diferenciador seria només els substrat. Això no obstant, la romanització de l'Alt Urgell i d'Andorra fou diferent de la de les restants contrades pirinenques, de la Cerdanya fins al mar de l'Empordà. D'altra banda, per l'oest, l'Alt Urgell limitava amb l'anomenada Catalunya bascònica, no trepitjada pels romans, que, conseqüentment, no havia conegut la romanització «normal», normal si més no per l'època de la seva efectivitat. L'Alt Urgell i Andorra constitueixen, doncs, una zona de romanització menys intensa que la de les terres de l'est, però de romanització efectiva després de tot, en contrast amb les no romanitzades terres de l'oest. Aquesta afirmació és basada en dades de la història general (sobre el pas i les instal·lacions dels romans a casa nostra), de l'arqueologia (segons la geografia de les restes romans a Catalunya) i de la toponímia (els noms de lloc en -ANUM, els formats damunt el llatí VILLA + un nom personal i els encapçalats per un nom de sant). Tota aquesta informació ens permet de reiterar que la romanització de l'Alt Urgell i d'Andorra fou diferent de la que conegueren les comarques costaneres i les de l'interior mitjà de la Catalunya Vella. En efecte, la romanització d'aquelles terres fou més tardana, més feble i més marginal que la d'aquestes, i geogràficament assenyala el límit occidental del territori on s'assentaren els romans. Àdhuc ni que a la Seu d'Urgell la romanització hagués estat més eficaç (per tractar-se d'un centre urbà i per haver-se mantingut tostemps com a seu episcopal), el pes de la rodalia i de les altres comarques veïnes, en neutralitzar-la, hauria fet de tota la contrada i de la capital mateixa un cas específic, no comparable amb la romanització de més cap a l'est. Tanmateix, encara que es tracti d'una romanització mediatitzada, d'acord amb les tres característiques reductores (tardana, feble, marginal), cal reconèixer que, en definitiva, romanització n'hi hagué. Per tant, per la peculiaritat de l'empremta de Roma en aquestes terres, no havia de deixar d'aparèixer-hi un parlar romànic, com de fet succeí. Naturalment, tot el que he exposat es refereix a les circumstancies històrico-culturals de la romanització de l'Alt Urgell i d'Andorra, ben diferent de les de la romanització de la Cerdanya a l'Empordà (zona, aquesta, que restà més pregonament impregnada de romanitat). En canvi, molt més problemàtica es veu la possibilitat de diferenciar, des d'un punt de vista lingüístic, les dues maneres de llatí que òbviament havien de correspondre a les dues esmentades maneres de romanització. Ens hem de limitar a reiterar que la romanització fou real a l'Alt Urgell i a Andorra (en comparació amb la de moment inexistent a la Catalunya bascònica), però que hi tingué relativament poc gruix (si la comparem ara amb la més assolida de les terres de l'est, fins al mar).

### Pes de l'element preromà a l'Alt Urgell

#### L'acció del substrat
El pes decisiu de la influència del substrat preromà a les nostres contrades és el del basc. I això és una conseqüència de llur proximitat amb l'anomenada Catalunya bascònica, sobretot perquè, si aquesta, de cara al migdia, presentava una frontera consistent de debò (la serra del Montsec, que fou separadora d'eficàcia ben provada, en impedir-hi l'accés tant dels romans com dels saroferia, en canvi, cap a l'est (és a dir, cap a l'Alt Urgell), la possibilitat d'unes relacions amb el món romanitzat. Així, el tancament del Pallars i la Ribagorça no era absolut, per tal com no deixava d'haver-hi uns contactes entre les terres pallareses i ribagorçanes i les urgellitanes. Un exemple significatiu ens n'és fornit per la famosa acta de consagració de la Seu d'Urgell, de l'any 839, dins la qual, damunt un conjunt de prop de tres-cents llocs o parròquies esmentats, hom n'hi compta quaranta del Pallars i de la Ribagorça (exactament: 38 del Pallars i dos de la Ribagorça), cosa que confirma les dites relacions: els nomenaments de rectors o encarregats, l'administració diocesana, les tasques pastorals, etc., són, entre d'altres, factors que palesen que no hi havia solució de continuïtat entre la Catalunya bascònica i les seves comarques limítrofes per la banda de llevant. En definitiva, no hem d'oblidar que, si els noms de lloc pirinencs interpretables per mitjà del base poden ésser distribuïts en tres terços, com ho feu veure Joan Coromines, i que, segons aquesta distribució, la zona occidental, centrada en el Pallars, en presenta un nombre molt considerable, el segon terç correspon a Andorra, l'Alt Urgell, la vall de la Vansa i la Cerdanya, comarques en les quals els noms de pobles d'índole bascoide són encara molt abundosos. La rica toponímia basca de la zona occidental (sobretot al Pallars, i també a la Ribagorça) no és sinó el testimoni d'una situació de bilingüisme basco-romànic que ha presentat i comentat,amb argumenta irrefutables, el mateix Joan Coromines, i que, en alguns indrets, es mantingué fins a l'any 1000. No cal dir que l'Alt Urgell havia de restar pregonament afectat pel veïnatge d'unes terres perllongadament bascòfones. Ho manifesten, en primer lloc, l'elevat nombre de topònims bascoides que hom hi enregistra; segonament, el fet que el pas de la conca del Segre a les de les Nogueres no era pas infranquejable, ni de bon tros, i que ens consta l'existència de camins que les enllaçaven, i, per fi, que hi havia una vida de relació, no solament en l'administració diocesana sinó des de qualsevol altre punt de vista (polític o comtal, econòmic, humà, etc.). Aquest poderós influx bascònic, si, a l'Alt Urgell i a Andorra, no pogué esborrar la romanització, sí que assolí, en canvi, de mediatitzar-la remarcablement. El llatí que s'hi parlava (ja no tan arrelat com a l'est, perquè l'empremta de Roma hi havia estat més feble), n'havia de restar encara més alterat, per les raons que acabem d'adduir, i així, el parlar que se'n derivaria — el català occidental — havia de diferir per forra del parlar sorgit a la meitat est de la Catalunya Vella, ço és el català oriental. Penso que el nom de la Seu d'Urgell pot ésser considerat com un símbol de les interferències ètnico-lingüístiques que hem descrit: format sobre el nom Urtx (mantingut en un poble de la Cerdanya), que en basc significa 'estany', `font', `indret d'aigua', li fou aplicat un diminutiu llatí (-ÉLLu), de manera que Urtx -ELLU donó Urgell. I, encara més, per a evitar de confondre el nom de la contrada amb el de la població, hom començà de valer-se, per a aquesta darrera, del nom de «la seu» (llatí SEDEM), que ensems donava testimoni de l'influx eclesiàstic, component essencial dels elements savis de la llengua, com són el llatí, el provençal o occità, el vocabulari jurídic, etc.

### Caràcter bicèfal del català arcaic

#### Romanització, substrat i dialectes primitius
Fins ara hem insistit que la romanització de les terres de la Catalunya Vella entre la Cerdanya i l'Empordà havia estat assolida, i la contraposàvem a la que, menys reeixida, caracteritzava Andorra i l'Alt Urgell, ensems que, mirant ara cap a ponent, constatàvem un contrast violent entre aquesta darrera romanització (que, minsa i tot, no deixava d'ésser romanització) i la manca de l'empremta de Roma al Pallars i a la Ribagorça. Una romanització així matisada repercutia inversament en l'acció del substrat preromà, d'eficàcia decreixent des de les terres bascòniques de I'oest fins a les de l'est, pràcticament no afectades pel substrat. Tot plegat equivalia a atribuir un relleu notable als dos límits que separen els tres terços reportats, és el que separa el Pallars i la Ribagorça d'Andorra i l'Alt Urgell, i el que separa Andorra i l'Alt Urgell de la Cerdanya i les comarques restants fins al mar. Hom pot posar-hi, emperò, dues objeccions, aparentment no mancades de fonament, a les quals procuraré de donar resposta. La primera: Andorra i l'Alt Urgell, d'una banda, i el Pallars i la Ribagorça, de l'altra, semblen diferir massa (per les condicions primitives, per la geografia de la romanització, etc.) perquè formin el nucli d'una sola modalitat homogènia: el català occidental. Tanmateix només cal recordar les relacions entre l'Alt Urgell i les contrades occidentals (les regades per les dues Nogueres), relacions que tant havien de favorejar uns certs usos del llatí dins les allades terres bascòniques de I'oest, com conduïen a impregnar de formes lingüístiques rares (bascoides) el llatí de les vores del Segre (amb la qual cosa aquest s'allunyava encara més del de la Cerdanya — com es desprèn del que dic a continuació, responent a la segona objecció).
Segona objecció: les actuals comarques de l'Alt Urgell i la Cerdanya, de les quals la primera parla català occidental i la segona català oriental, no semblen diferir tant (per les condicions geogràfiques i del medi, pels factors històrics que hi han intervingut, etc.), perquè resti justificada l'essencial discrepància lingüística que avui les separa. Ara cal recórrer a la romanització, ben poc comparable entre totes dues comarques, ja que fou més absorbent i més establerta a la Cerdanya (on Iulia Libica, co és la Llívia d'avui, n'esdevingué aviat un fogar actiu), que no pas a l'Alt Urgell, que per als romans fou sobretot terra de pas. Així, doncs, per un costat tenim uns factors ètnics i històrics que expliquen tant per que s'havia anat produint una certa afinitat entre l'Alt Urgell i les terres pallareses i ribagorçanes, que la Cerdanya formava grup homogeni amb les terres de cap a l'est, tot separant-se de l'Alt Urgell i altres contrades occidentals, i, per un altre costat, ens adonem que aquesta geografia ètnico-històrica coincideix amb una altra geografia, ara lingüística, la que distingeix el català oriental del català occidental, a les regions del Pirineu. Per tant, no ha de semblar tan desenraonat de posar tots els fets en relació de causa a efecte.

#### Raó històrica del català oriental i el català occidental
Sabent que la romanització d'Andorra i l'Alt Urgell, no pas inexistent, sinó ben efectiva, posseïa, però, unes característiques que ens permetien de tenir-la per menys assolida "menys arrelada que la de les terres de més cap a l'est, de la Cerdanya a l'Empordà. També hem vist que, en part per la feblesa de la romanització que acabem de recordar, típica d'Andorra i l'Alt Urgell, l'acció del substrat preromà, sobretot bascoide, hi fou notablement robusta. Aquests dos factors són els que confereixen importància al parlar primitiu de l'Alt Urgell, en tant que nucli del català occidental, que s'hi esta forjant. El català occidental és un parlar romànic, però, atès que tot el català ho és, això és dir ben poca cosa, si cerquem un matís singular al del català mateix. Aleshores els dos factors esmentats (romanització menys assolida i acció robusta del substrat) són més distintius que no pas el fet de pertànyer a la Romania, perquè aquesta pertinença és compartida arreu del domini català. El repartiment de terres de Guifré el Pilós en realitat ja reconeixia el català occidental com una realitat ètnico-lingüística destriable dins el conjunt de les terres de la novella llengua romànica.

### Conclusions
Simplement, hem vist que a les terres pirinenques occidentals la romanització fou menys penetrant que a les terres orientals, la qual cosa permetia —i pressuposava— que el substrat preromà tingués en aquelles una vigoria singular, de que mancaven aquestes. En adonar-nos que la frontera entre català oriental i català occidental coincidia amb les esmentades zones diferencials de romanització i de substrat, ens hem aventurat a posar totes dues realitats en relació de causa a efecte. Nogensmenys, cal reconèixer que podem parlar amb més fonament dels factors històrics de les dues grans meitats del Pirineu que no pas dels resultats lingüístics que esperàvem que hi corresponguessin. Els documents arcaics, provinguin de l'indret que provinguin, són plens d'informacions precioses, poc susceptibles, emperò, d'ésser canalitzades cap a justificar l'essencial divisió dialectal del domini lingüístic català. Açò crea problemes de mètode i pertorba el procés de coneixement del nostre passat lingüístic més remot. D'altra banda, axó fa palès ensems que, si és cert que, des dels orígens, hi ha les dues grans modalitats de la llengua, només es tracta justament de modalitats, i que hi ha una sola llengua. Abans, doncs, que es pogués parlar de la «koiné» de la llengua catalana de la cancelleria reial, que hauria d'esdevenir factor d'aglutinació i de cohesió, 16 la nostra llengua ja era extremament unitària. Si ara l'hem examinada tenint en compte el condicionaments històrics i els testimonis idiomàtics de l'Alt Urgell, les nostres recerques ens duen a concloure'n que la llengua catalana deu molt de la seva rancior i de la seva noblesa a l'aportació d'aquestes terres, que, tot afailonant-la d'acord amb els trets del dialecte occidental, contribuïen granment a refermar la tipologia i la fesomia de Púnica llengua catalana.

## Vocabulari
L'Urgellenc dispose d'un vocabulari exclusiu que només (o quasi només) s'emprà en aquesta varietat catalana.
També depèn de la població, ja que segons la zona s'empre un vocabulari o un altre.
Ho dividim en les següents zones: Andorra (degut a l'aïllament té moltes paraules locals), la Seu d'Urgell i la zona rural —pobles petits— de l'Alt Urgell que conserven molts termes considerats arcaics i paraules úniques. Açò li atorga una riquesa increïble.
En són exemples:
| Nord-Occidental                                                                     | Nord-Occidental                                                                     | Oriental                                         | Significat |
| Urgellenc                                                                           | Andorranismes                                                                       | Estàndard                                        | Significat |
| ----------------------------------------------------------------------------------- | ----------------------------------------------------------------------------------- | ------------------------------------------------ | --- |
| Voliac                                                                              | Voliac                                                                              | Ratpenat                                         | |
| Voliaina                                                                            | Pitavola                                                                            | Papallona                                        | |
| Calés \| Calers o Quartos                                                           | Calés \| Calers o Quartos                                                           | Diners                                           | |
| Carrota                                                                             | Carrota                                                                             | Pastanaga                                        | |
| Espill                                                                              | Espill                                                                              | Mirall                                           | |
| Sargantilla                                                                         | Serenalla                                                                           | Sargantana                                       | |
| Corder                                                                              | Corder                                                                              | Xai                                              | |
| Moixó / aucell                                                                      | Moixó / aucell                                                                      | Perdal / ocell                                   | |
| Padrí                                                                               | Padrí                                                                               | Avi                                              | |
| Xic, Xiquet                                                                         | Xic, Xiquet                                                                         | Nen                                              | |
| Tamé                                                                                | Tamé                                                                                | També                                            | |
| Botir-se                                                                            | Botir-se                                                                            | Enutjar-se                                       | |
| Cap de casa                                                                         | Cap de casa                                                                         | Golfa                                            | |
| Cascavellic                                                                         | Cascavellic                                                                         |                                                  | Pruna petita i rodona de color purpurí |
| Cascavelliquer                                                                      | Cascavelliquer                                                                      |                                                  | Prunera d'una varietat que produeix els cascavellics                                                                                                |
| Cocota                                                                              | Cocota                                                                              |                                                  | Cassola rodona o ovalada, de parets altes i amb dues anses, que disposa d'una tapadora generalment amb una obertura que permet la sortida del vapor |
| Desencusa                                                                           | Desencusa                                                                           | Excusa                                           | |
| Eixivern \| Eixivernada                                                             | Eixivern \| Eixivernada                                                             | Murga \| Múrgola.                                | |
| Parapúblic -a adj                                                                   | Parapúblic -a adj                                                                   |                                                  | Que és de titularitat pública però que es regeix majoritàriament pel dret privat. Una empresa, organització, entitat, parapúbliques                 |
| Peixena                                                                             | Peixena                                                                             | Pastura                                          | |
| Mots iniciats en <a> són <e> Embaixada                                              | Mots iniciats en <a> són <e> Embaixada                                              | Ambaixada                                        | |
| Ús del <mos> de mosaltres mos va dir espereu-mos                                    | Ús del <mos> de mosaltres mos va dir espereu-mos                                    | Ús del <nos> de nosaltres ens va dir espereu-nos | |
| Mots en <a> inicial Aconduir                                                        | Mots en <a> inicial Aconduir                                                        | Conduir                                          | |
| Mots en <e> final, 1a pers Tenive, Sentive (tradicional) Tenie, Sentie (actualment) | Mots en <e> final, 1a pers Tenive, Sentive (tradicional) Tenie, Sentie (actualment) | Tenia, Sentia                                    | |
| Mots en <i> intercalada Sirà, Minjar                                                | Mots en <i> intercalada Sirà, Minjar                                                | Serà, Menjar                                     | |

### Andorranismes[4]
| Andorranisme     | Significat |
| ---------------- | --- |
| arrest           | Acord de caràcter general que adopten alguns comuns d'Andorra generalment un cop l'any |
| aute             | En el dret processal andorrà, interlocutòria |
| averia / Haveria | Impost andorrà que gravava el bestiar menut |
| batlle           | Jutge de primera instància d'Andorra |
| batllia          | Jutjat de primera instància d'Andorra |
| casa comuna      | Casa de la vila |
| cava             | Una cava de cigars |
| comú             | Corporació encarregada del govern i l'administració d'una parròquia d'Andorra \|\| Edifici del comú d'una parròquia                                                                                                |
| consòrcia        | Consorci 1. cot m. Multa imposada per un consell andorrà per l'incompliment d'un deure |
| donja            | Embotit fet amb carn del coll del porc, típic d'Andorra |
| foc i lloc       | Contribució de caràcter comunal d'Andorra que es fa per raó de la casa com a lloc de residència |
| manador          | Pregoner d'un comú d'Andorra |
| nunci / núncia   | Conserge de l'Administració pública d'Andorra |
| ordinació        | Norma dictada per un comú d'Andorra |
| padral           | Registre d'animals de renda que es crien a les explotacions del Principat d'Andorra |
| parroquial       | Relatiu o pertanyent a la parròquia andorrana |
| pitavola         | Papallona en oriental |
| providència      | Resolució d'un jutge en relació amb un tràmit processal. raonador -a del ciutadà Defensor dels interessos dels ciutadans d'Andorra, especialment davant dels abusos de les autoritats i de l'Administració pública |
| tabac espalillat | Tabac sense els nervis de les fulles, preparat per a ser transformat en cigarret |
| veïnat           | Subdivisió administrativa de la parròquia andorrana de Canillo |

## Conjugacions verbals

### Tendència actual —verbs—
Actualment aquesta varietat occidental tendeix a estandarditzar-se. Ara bé, cal diferenciar els diversos processos de estandardització:
Tal destacar que la forma de parlar depèn de l'entorn, així doncs, algú d'Organyà pot utilitzar la forma estàndard a la Seu tot i que normalment utilitzi la forma propia (sobretot en joves (a l'escola)).
- Pobles: Triarem per exemple un poblet d'uns 800 habitants, Organyà, on el català estàndard no hi es present.
  - A partir de la taula de sota definim:
    - Gent gran: Ús exclusiu de la forma propia —tenive—
    - Adults: Ús exclusiu de la forma propia —tenive— amb alguna excepció podem sentir el tenie.
    - Joves: Ús majoritari de la forma evolucionada—tenie— segurament per influència de l'escola. En molt pocs casos podem trobar la forma estàndard tot i que hi es present.
- Ciutats: Triarem per exemple la capital de comarca, la Seu d'Urgell on el català estàndard ha penetrat en gran manera tot i que encara podem sentir, de mà de la gent adulta-gran, trets propis:
  - A partir de la taula de sota definim:
    - Gent gran: Majoritàriament utilitza la forma propia: Jo tenive. També podem trobar ús amb la primera evolució: Jo tenie.
    - Adults: Trobem restes de la forma propia (tenive) però majoritàriament empren la forma: tenie. Menorment trobem ús de l'estàndard (tenia) —sobretot al llegir—
    - Joves: Pel que respecte als joves, ningú utilitza la forma propia (tenive) però sí que utilitzen la primera evolució (tenie). Menorment trobem ús de l'estàndard (tenia) —sobretot al llegir—

| 1ª persona del verb TENIR (imperfet) | 1ª persona del verb TENIR (imperfet) | 1ª persona del verb TENIR (imperfet) |
| Pròpi                                | Evolució                             | Estàndard                            |
| ------------------------------------ | ------------------------------------ | ------------------------------------ |
| Tenive                               | Tenie                                | Tenia                                |

### Conjugacions
- Present: Igual que amb estàndard, pot canviar les e per i
  - Exemple: Nosaltres tenim per Natres tinim o Vosaltres teniu per Vatres tiniu
- Futur: Sense canvis respectes l'estàndard

| 1ª persona del verb TENIR —Passat Imperfet—                              | 1ª persona del verb TENIR —Passat Imperfet— | 1ª persona del verb TENIR —Passat Imperfet— | 1ª persona del verb TENIR —Passat Imperfet— | 1ª persona del verb TENIR —Passat Imperfet— |
| Persona                                                                  | Pròpi                                       | Pròpi                                       | Evolució                                    | Estàndard                                   |
| Persona                                                                  | Amb — e —                                   | Amb — i —                                   | Evolució                                    | Estàndard                                   |
| ------------------------------------------------------------------------ | ------------------------------------------- | ------------------------------------------- | ------------------------------------------- | ------------------------------------------- |
| Jo                                                                       | Tenive Teniva                               | Tinive / Tiniva                             | Tenie                                       | Tenia                                       |
| Tu                                                                       | Tenives                                     | Tinives                                     | Tenies                                      | Tenies                                      |
| Ell -a                                                                   | Tenive Teniva                               | Tinive / Tiniva                             | Tenie                                       | Tenia                                       |
| Naltres Natres Nosaltres                                                 | Tenívem                                     | Tinívem                                     | Teníem                                      | Teníem                                      |
| Valtres Vatres Vosaltres                                                 | Teníveu                                     | Tiníveu                                     | Teníeu                                      | Teníeu                                      |
| Ells -es                                                                 | Teniven                                     | Tiniven                                     | Tenien                                      | Tenien                                      |
| Nota: Ús de la —e— majoritari però ús tradicional de la —i— (depèn zona) |                                             |                                             |                                             |                                             |

## Diàleg d'exemple

### Parlant dela Seu d'Urgell[calcitació]
Un home només tenie dos fills. El més jove li va di al seu pare “Ja és hora que sigui el meu propi amo i que tingui dinés (cèntims): fa falta que me’n pugui ana a veure món. Reparteix els teus béns i dona’m lo que’m toque”. “Ai, fill meu”, va di el pare, “com vulguis, ets dolén i seràs castigat”. I després va obrir un calaix, va partí els seus béns i en va fe dos parts. Uns dies després, el dolén se’n va’nà del poble mol contén i sense di adéu a ningú. Va travessar moltes terres ermes, mols boscos i mols rius, i va’rribà a una gran ciutat on es va gastà tots els dinés